# Frederick Richard
Frederick Richard (Boston, 23 de abril de 2004) es un deportista estadounidense que compite en gimnasia artística.
Participó en los Juegos Olímpicos de París 2024, obteniendo una medalla de bronce en la prueba por equipos (junto con Asher Hong, Paul Juda, Brody Malone y Stephen Nedoroscik).
Ganó dos medallas de bronce en el Campeonato Mundial de Gimnasia Artística de 2023, en el concurso individual y la prueba por equipos.

## Palmarés internacional
| Juegos Olímpicos   | Juegos Olímpicos  | Juegos Olímpicos  | Juegos Olímpicos     |
| Año                | Lugar             | Medalla           | Prueba               |
| ------------------ | ----------------- | ----------------- | -------------------- |
| 2024               | París (Francia)   | Medalla de bronce | Concurso por equipos |
| Campeonato Mundial |                   |                   |                      |
| Año                | Lugar             | Medalla           | Prueba               |
| 2023               | Amberes (Bélgica) | Medalla de bronce | Concurso individual  |
| 2023               | Amberes (Bélgica) | Medalla de bronce | Concurso por equipos |